# Spikkelborstdwergspecht
De spikkelborstdwergspecht (Picumnus steindachneri) is een vogel uit de familie Picidae (spechten). De soort werd in 1882 door Wladyslaw Taczanowski beschreven en vernoemd naar Franz Steindachner. Het is een bedreigde, endemische vogelsoort in noordwestelijk Peru.

## Kenmerken
De vogel is 10 cm lang. De vogel is donkergrijs van boven en witte randen op de vleugelveren. De kop en borst zijn zwart met witte spikkels. De buik is wit met zwarte dwarsstrepen. Het mannetje heeft een roodgekleurde kruin.

## Verspreiding en leefgebied
Deze soort is endemisch in Peru en komt voor in dalen van de Andes in de provincies Huallaga en zeer plaatselijk in Utcubamba. Het leefgebied is tropisch nevelwoud en secundair bos op hoogten tussen de 1100 en 2200 m boven zeeniveau.

## Status
De spikkelborstdwergspecht  heeft een beperkt verspreidingsgebied en daardoor is de kans op uitsterven aanwezig. De grootte van de populatie werd in 2016 door BirdLife International geschat op 6 tot 15 duizend individuen en de populatie-aantallen nemen af door habitatverlies. Het leefgebied wordt aangetast door ontbossing waarbij natuurlijk bos wordt omgezet in gebied voor agrarisch gebruik zoals de teelt van cacao en koffie en voor menselijke bewoning. Om deze redenen staat deze soort als gevoelig op de Rode Lijst van de IUCN.